# Proteïna transportadora
Una proteïna transportadora (o, simplement, transportadora; per la seva localització a la membrana, com a bomba transmembrana, i segons la funció com a proteïna transportadora d'àcids, proteïna transportadora de cations, o proteïna transportadora d'anions) és una proteïna que té la funció de moure altres materials dins d'un organisme. Les proteïnes transportadores són vitals per al creixement i la vida de tots els éssers vius. Hi ha diversos tipus de proteïnes transportadores.
Les proteïnes transportadores de membrana són proteïnes de membrana implicades en el moviment de ions, molècules petites o macromolècules, com una altra proteïna, a través d'una membrana biològica. Les proteïnes transportadores de membrana són proteïnes integrades en la membrana; a través de la qual transporten substàncies. Les proteïnes poden ajudar en el moviment de substàncies mitjançant difusió facilitada (és a dir, transport passiu) o transport actiu. Cada proteïna transportadora està dissenyada per reconèixer només una substància o un grup de substàncies molt semblants. La investigació suggereix que els canals de potassi, calci i sodi poden funcionar com a sensors d'oxigen en mamífers i plantes, i han correlacionat defectes en les proteïnes transportadores específiques amb malalties específiques.
Una proteïna transportadora vesicular és una proteïna transmembrana o associada a la membrana, que regula o facilita el moviment per vesícules dels continguts de la cèl·lula.